# Giorgio Macerata
Giorgio Macerata  (ur. 12 maja 1913 w Wenecji, zm. ?) – włoski florecista, złoty medalista mistrzostw świata.
Podczas mistrzostw świata w Budapeszcie w 1933 roku Włosi w składzie: Manlio Di Rosa, Giorgio Bocchino, Gioacchino Guaragna, Giorgio Macerata, Giuliano Nostini i Saverio Ragno wywalczyli złoty medal we florecie drużynowym. Był to jego jedyny medal wywalczony w zawodach międzynarodowych.
Nigdy nie wziął udziału w igrzyskach olimpijskich.